# 924

## Nașteri
- 22 martie: Đinh Bộ Lĩnh  (d. 979)

## Decese
- 7 aprilie: Berengario de Friuli, marchiz de Friuli (874-890 - 896, rege al Italiei din 887 și împărat al Imperiului carolingian din 915 (n. 850)

- 17 iulie: Eduard cel Bătrân, rege al Angliei din 899 (n. 874/877)